# Weixdorf (Ortsteil)
Weixdorf ist eine Gemarkung im Norden der sächsischen Landeshauptstadt Dresden. Seit 1938 ist nach dieser Gemarkung auch die ehemalige Gemeinde beziehungsweise heutige Ortschaft Weixdorf benannt, die neben dem Ortsteil Weixdorf auch Lausa, Friedersdorf, Gomlitz und Marsdorf umfasst und seit 1999 zu Dresden gehört.

## Geografie

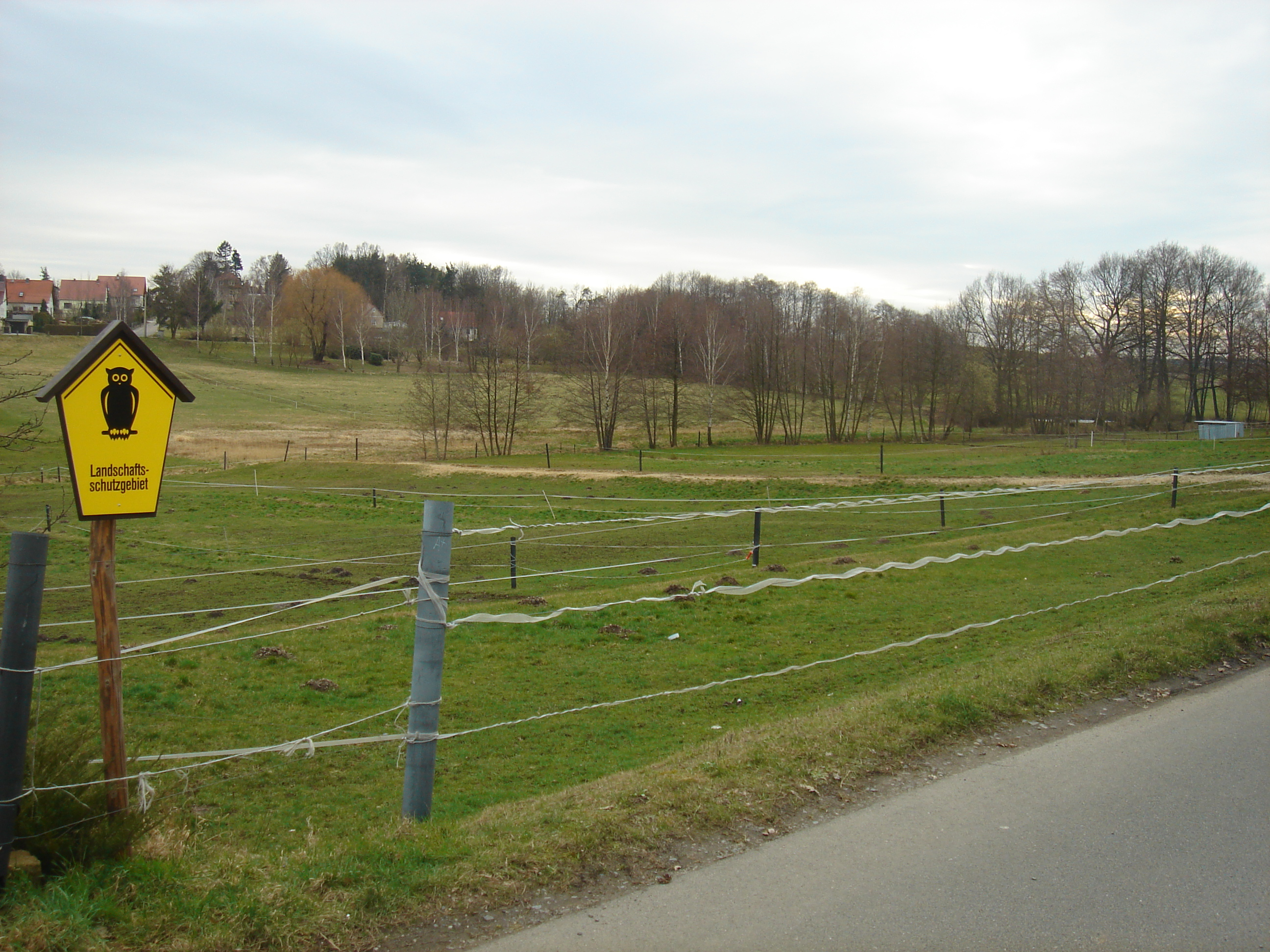
Blick von Gomlitz durch die Aue des Schelsbachs in Richtung Weixdorf

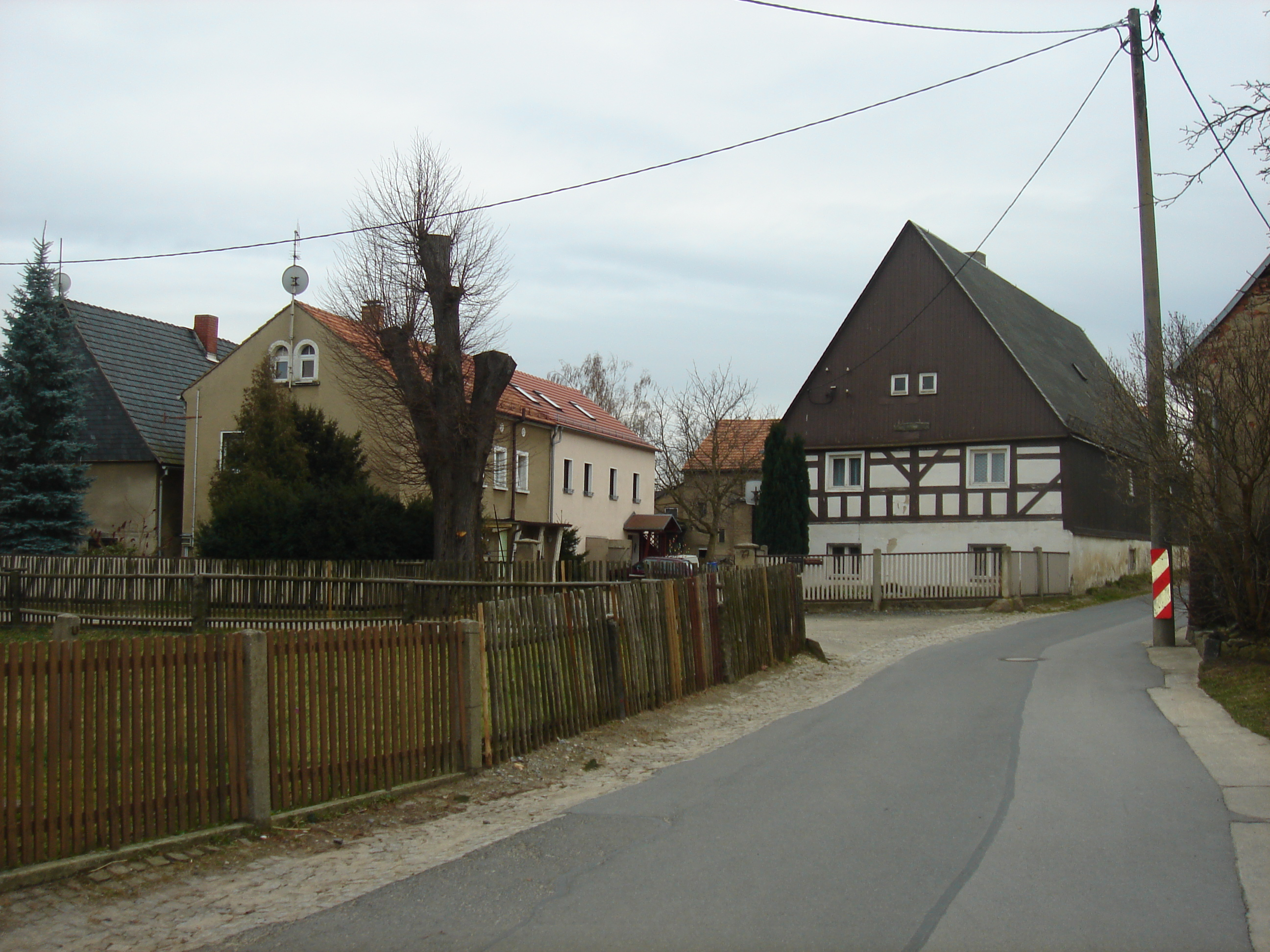
Dorfkern Altweixdorf

Weixdorf liegt zehn Kilometer nördlich des Dresdner Stadtzentrums, der Inneren Altstadt, und befindet sich damit bereits außerhalb des Elbtalkessels, von dessen Rand es vier Kilometer entfernt ist. Nachbargemarkungen sind Volkersdorf im Westen, Marsdorf im Nordwesten, Gomlitz im Norden, Lausa im Osten und Klotzsche im Süden. Die Gemarkung Weixdorf ist von der Fläche her identisch mit dem gleichnamigen Ortsteil und gehört zur Ortschaft Weixdorf, die zugleich einen statistischen Stadtteil Dresdens bildet.
Im benachbarten Lausa befinden sich die beiden Eisenbahn-Haltepunkte Weixdorf und Weixdorf Bad der Bahnstrecke Dresden–Königsbrück sowie seit 1929 die Endhaltestelle Weixdorf der Straßenbahnlinie 7. Begrenzt wird Weixdorf im Westen in etwa durch die A 4, im Osten durch die Königsbrücker Landstraße, im Süden weitgehend durch das Gelände des Dresdner Flughafens und des sich daran anschließenden Klotzscher Industriegebiets sowie im Norden durch den Schelsbach, der in den Lausenbach mündet. Dieser wiederum entsteht in Lausa aus dem Ruhlandgraben und dem Seifzer- oder auch Seifenbach, der die Gemarkung Weixdorf im Süden durchfließt. In der Gemarkung Weixdorf befindet sich außerdem das 2,3 Hektar große Flächennaturdenkmal Schelsteich. Dieser Teich ist ein Amphibienlaichgewässer mit natürlichem Röhricht- und Gehölzsaum und liegt direkt nördlich vom Flughafengelände.
Der Ortskern Altweixdorf liegt im Nordosten der Gemarkung auf einer Höhe von etwa 205 m ü. NN unmittelbar südöstlich des Ortskerns von Gomlitz, der sich auf der anderen Seite des Schelsbachs befindet. Bebaut ist nur der östliche Teil der Gemarkung, die auf einem sehr trockenen und nährstoffarmen Sandboden beziehungsweise frühpleistozänen Schottern liegt, unter denen der nördlich der Lausitzer Verwerfung auf der Lausitzer Platte vorliegende Granodiorit ansteht. Der Rest der Flur, besonders der schon zur Moritzburger Kleinkuppenlandschaft tendierende Westteil, ist unbebaut und wird von landwirtschaftlich genutzten oder unter Naturschutz stehenden Flächen eingenommen. Die Bebauung ist insgesamt recht locker und zeigt einen dörflichen Siedlungscharakter.

## Geschichte
Die erste nachgewiesene Besiedlung des Gebiets um Weixdorf wird der späten Bronzezeit zugerechnet und fand somit vor über 3000 Jahren statt. In der Mitte der Weixdorfer Flur wurden unter anderem Herdgruben und Keramikreste geborgen, die Überreste einer bronzezeitlichen Siedlung sind.
Weixdorf selbst wurde im Jahre 1350 erstmals erwähnt, als es die Schreibweisen „Wigensdorf“, „Wignansdorf desolata“ und „Wignandisdorf“ gab. Im weiteren Verlauf des 14. Jahrhunderts wird der Ort als „Wynandisdorf“, „Wygandisdorf“, „Wynansdorf“, „Wickanzdorf“ und „Wignandistorf“ bezeichnet, 1445/47 kam „Wigmanstorff“ hinzu. Offenbar haben die Schreiber dieser Belege verschiedene Zweitglieder des Personennamens zugrunde gelegt, und zwar „-nand“, „-and“ und „-man“. Der aus der deutschen Sprache stammende Ortsname bedeutet somit „Dorf eines Wīgnand“ und bezieht sich wahrscheinlich auf einen Lokator. Die Erwähnungen in der Mitte des 16. Jahrhunderts als „Weickmansdorff“, „Weikersdorf“, „Weicksdorff“ und „Weickelstorff“ weisen einerseits den aus dem „ī“ entstandenen Diphthong „ei“ auf und zeigen andererseits den verhärteten Auslaut am Ende der ersten Silbe; zudem ist teils bereits die unbetonte zweite Silbe „-er“ weggefallen. Später wich „ks“ der Schreibweise mit „x“. Im Jahre 1791 hieß der Ort „Weixdorf, oder Weickersdorf“.
Im Ortskern Altweixdorf, der als Platzdorf angelegt wurde, haben sich bis heute mehrere historische Bauernhöfe erhalten. Während seiner gesamten Geschichte gehörte Weixdorf verwaltungsmäßig zum Amt beziehungsweise zur Amtshauptmannschaft Dresden, anteilig auch zum Dresdner Brückenamt. Eingepfarrt war es nach Lausa. Die Grundherrschaft übten zunächst Jacobus von Naundorf, ab 1456 die Familie von Ziegelheim und um 1600 die Familie von Zschieren aus. Anschließend unterstand es bis ins 19. Jahrhundert dem Rittergut Hermsdorf und blieb bis in diese Zeit hinein relativ unbedeutend. Bis um 1840 bestand nahe der heutigen Flurgrenze zu Klotzsche auch noch der Seifzerteich, der im 16. Jahrhundert erstmals als Weicksdorffer Teich genannt wurde. Daneben verlief der Rähnitzer Mühlweg aus der Rähnitzer Flur kommend weiter zur Schlossmühle nach Hermsdorf, in der, bedingt durch den Mahlzwang, auch die Wilschdorfer Bauern ihr Getreide mahlen ließen.
Infolge des im Jahr 1884 vollzogenen Eisenbahnanschlusses wuchs die Bevölkerung stark an und es kam zur Ansiedlung erster kleiner Gewerbebetriebe. Weixdorf entwickelte sich nun, wie auch seine Nachbarorte, zu einem Wohnvorort der Dresdner. Am 1. Juli 1914 schlossen sich Weixdorf, das etwas größere Kirchdorf Lausa und Gomlitz zur Gemeinde Lausa zusammen. Da der Name Weixdorf im Gegensatz zu Lausa jedoch nichtslawischen Ursprungs war, benannte man während der Zeit des Nationalsozialismus die Gemeinde Lausa 1938 in Weixdorf um. Damit wurde ein eher unbedeutender Ortsteil aus sprachpolitischen Gründen zum Namensgeber einer Gemeinde. Ein Einschnitt für den Ortsteil kam im Jahr 1957 im Zuge des Ausbaus des Dresdner Flughafens. Damals wurde ein Drittel der Gemarkung Weixdorf, das in etwa die Mitte der Gemarkung umfasste, dem benachbarten Klotzsche zugeschlagen. Hier befindet sich heute der nördliche Teil der Rollbahn. Als Teil der gleichnamigen Ortschaft wurde der Ortsteil Weixdorf am 1. Januar 1999 nach Dresden eingegliedert.

### Einwohnerentwicklung
| Jahr | Einwohner                                 |
| ---- | ----------------------------------------- |
| 1547 | 17 besessene Mann, 1 Häusler, 11 Inwohner |
| 1764 | 17 besessene Mann, 12 Häusler             |
| 1834 | 190                                       |
| 1871 | 395                                       |
| 1890 | 588                                       |
| 1910 | 1.097                                     |